# Les Rodanes

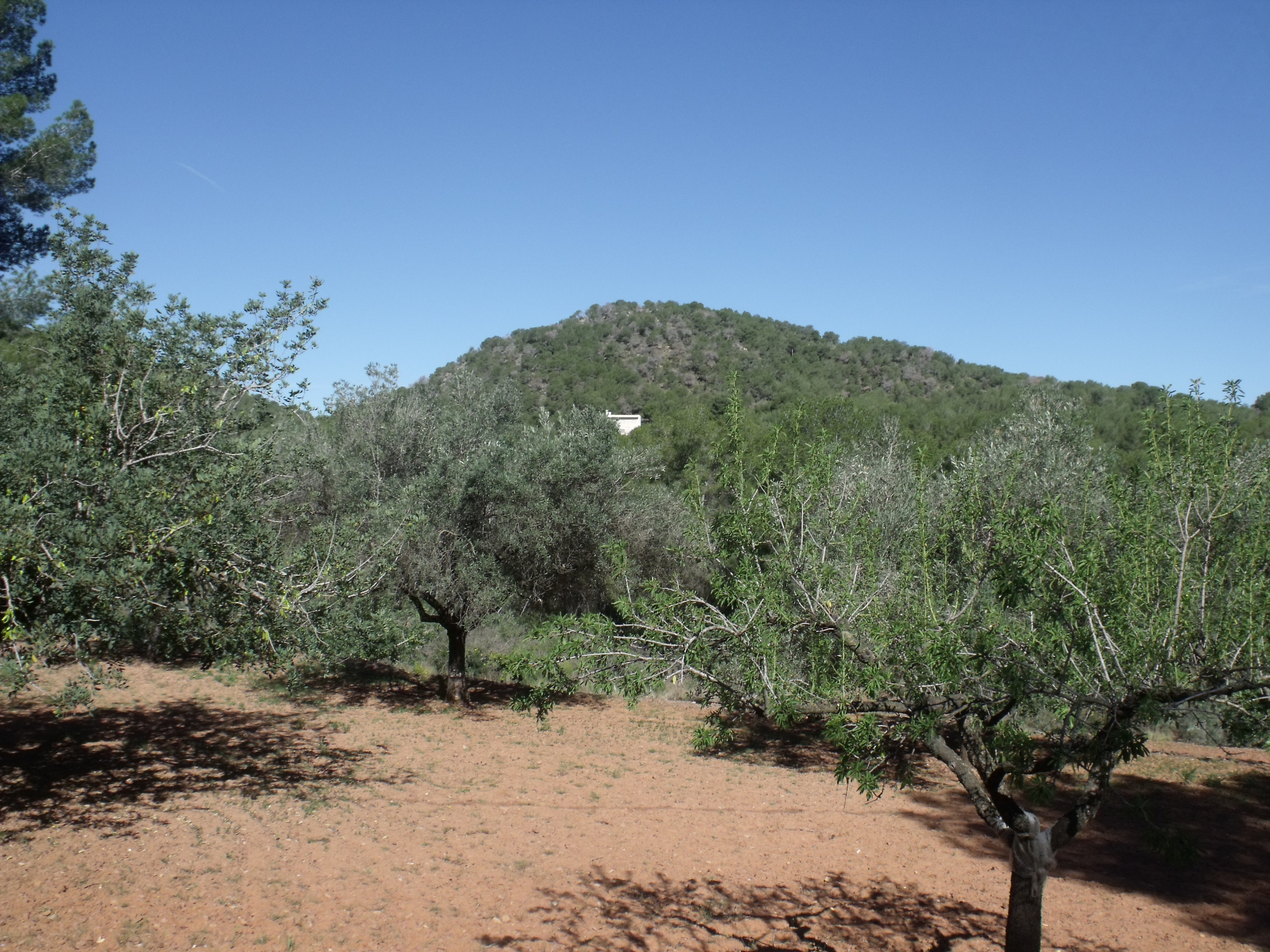
Paisaje de Les Rodanes

El Paraje Natural Municipal Les Rodanes, con una superficie de 591,77 ha, se localiza en el monte de utilidad pública denominado Les Rodanes, en el término municipal de Villamarchante en la provincia de Valencia, España.
Este paraje presenta un elevado valor natural, pudiendo ser catalogado como una singularidad litológica, incluso de la Comunidad Valenciana, por presentar litologías silíceas de areniscas del triásico de la facies del Bundsantein, conocidas como rodeno y que tan escasas son en el resto de la Comunidad Valenciana, donde predominan las calizas y dolomías cretácicas y jurásicas. Además presenta una desarrollada geomorfología hipógea, constituida por 11 cuevas y simas.
La presencia de estas litologías originan, junto a los distintos factores ambientales, que se desarrollen suelos característicos que sustentan un elevado número de especies vegetales, contabilizándose hasta un total de 170 taxones distribuidos entre las diferentes asociaciones vegetales presentes en Les Rodanes. Destaca la vegetación característica de suelos pobres en bases desarrollados sobre las areniscas y argilitas del Buntsandstein, dominada por formaciones de estepa negra y jaguarzo morisco.
La fauna también se encuentra bien representada en este paraje natural municipal, destacando el grupo de las aves con cerca de 50 especies presentes y el de los mamíferos con 15. De entre las aves se puede citar el ratonero común, el cernícalo vulgar, la lechuza común, el autillo y el mochuelo común, de los mamíferos destaca la comadreja, el zorro y el jabalí.
Posee además un elevado valor de posición al constituir la masa vegetal mejor conservada en el entorno metropolitano de Valencia.
- Fue Declarado Paraje Natural Municipal por Acuerdo del Consejo de la Generalidad Valenciana de fecha 8 de febrero de 2002. (En este artículo se recoge texto del acuerdo (enlace roto disponible en Internet Archive; véase el historial, la primera versión y la última).).

- Wikimedia Commons alberga una categoría multimedia sobre Les Rodanes.

- Datos: Q5561345
- Multimedia: Les Rodanes / Q5561345